# Лукашовка (Приморський край)
Лукашовка (рос. Лукашёвка) — село в Хорольському районі Приморського краю Росії. Входить до складу Хорольського сільського поселення.

## Населення
Чисельність населення за роками:
| 2002 | 2010 |
| ---- | ---- |
| 179  | 123  |

За даними перепису населення 2010 року на території села проживало 123 особи. Частка чоловіків у населенні складала 49,6% або 61 особа, жінок — 50,4% або 62 особи. Національний склад станом на 2002 рік: росіяни — 80,5% або 144 особи, українці — 9,5% або 17 осіб.